# قوة (فلسفة)
القوة هي تمكن الحيوان من الأفعال الشاقة. فقوى النفس النباتية تسمى قوى طبيعية. وقوى النفس الحيوانية تسمى قوى نفسانية. وقوى النفس الإنسانية تسمى قوى عقلية. والقوى العقلية باعتبار إدراكاتها للكليات تسمى القوة النظرية، وباعتبار استنباطها للصناعات الفكرية من أدلتها بالرأي تسمى القوة العملية.